# Śliwkowy Szlak
Śliwkowy Szlak – turystyczny szlak kulinarny na terenie województwa małopolskiego.

## Charakterystyka

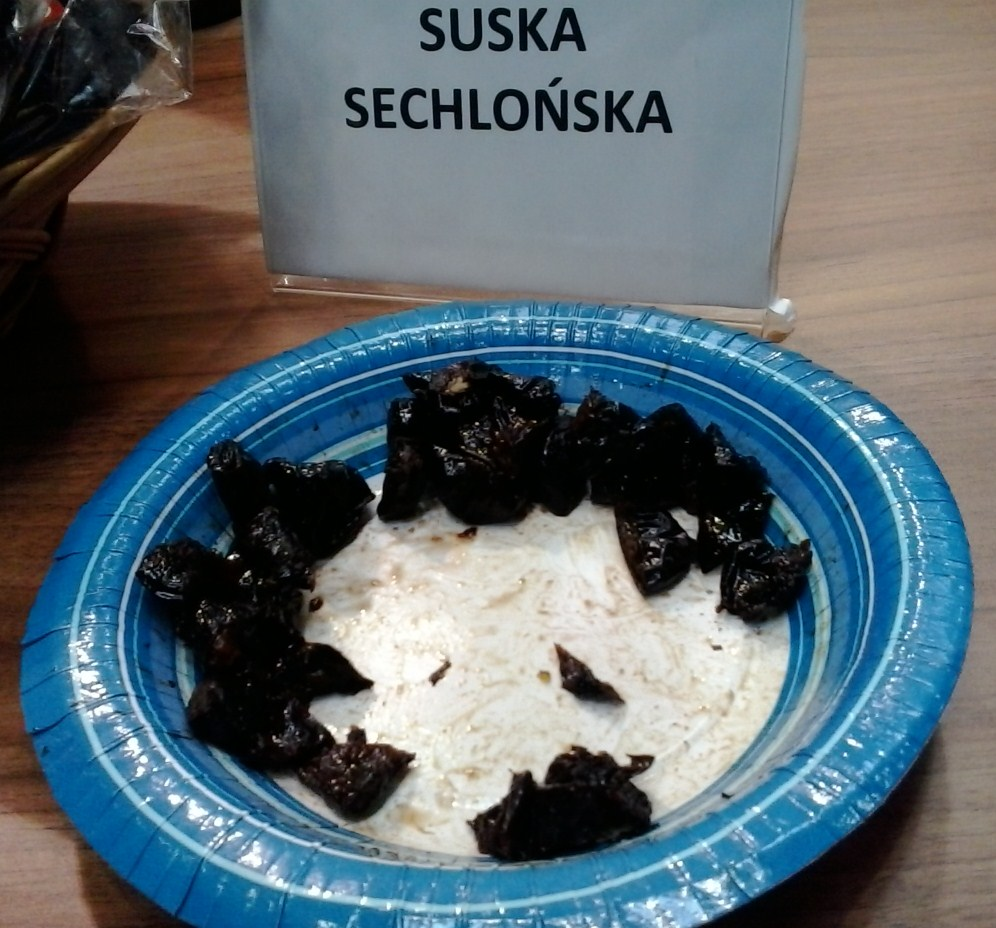
Suska sechlońska – jeden ze sztandarowych produktów regionu

Produkt turystyczny został stworzony w celu promocji tradycji uprawy i przetwarzania śliwek na terenie Małopolski. Oprócz tego na szlaku znajdują się inne atrakcje turystyczne, bezpośrednio nie związane z głównym tematem. Trasa prowadzi przez rejony o bogatych tradycjach sadowniczych. Wyrób suszonych śliwek ma tu wielopokoleniowe tradycje. 
W ramach szlaku organizowane są cykliczne imprezy turystyczne, np. Spotkajmy się na Śliwkowym Szlaku (lato), Święto Suszonej Śliwki, Festiwal Śliwki, Miodu i Sera i piknik Od ziarenka do wiejskiego rarytasu. 

## Obiekty
Na szlaku znajdują się obiekty z siedmiu gmin z Pogórza Wiśnickiego oraz Beskidu Wyspowego:
- Czchowa,
- Gnojnika,
- Iwkowej,
- Łososiny Dolnej,
- Gródka nad Dunajcem,
- Lipnicy Murowanej,
- Laskowej[1].